# Frank Lockhart
Frank Lockhart, född den 8 april 1903 i Dayton, Ohio, USA, död den 25 april 1928 i Daytona Beach, Florida, USA, var en amerikansk racerförare.

## Racingkarriär
Lockhart föddes i Ohio, men flyttade till Kalifornien som barn, och blev en berömd dirttrackförare. Han satsade även på Indianapolis 500, där han vann 1926 med en lånad bil, som han sedan köpte, samt tog pole position 1927, den sista tagen med en intercooler, som hastigt ökade farterna på bilarna i Indianapolis. Lockhart tävlade med framgång även i det nationella mästerskapet, som han blev tvåa i både 1926 och 1927. För år 1928 hade Lockhart gett sig själv en ny utmaning, vilket var att slå fartrekord på land, vilket han försökte åstadkomma på Daytona Beach i april 1928. Han hamnade dock under Ray Keechs notering (327 km/h, mot 334 km/h) på sitt första försök, och på väg tillbaka för ett nytt försök körde han på ett objekt som gjorde att han tappade kontrollen, kastades ut ur bilen, och förolyckades bara 25 år gammal.